# ایزبیشته
ایزبیشته (به صربی: Izbište) یک منطقهٔ مسکونی در صربستان است که در Vršac municipality واقع شده‌است. ایزبیشته ۱٬۴۶۴ نفر جمعیت دارد و ۱۰۰ متر بالاتر از سطح دریا واقع شده‌است.